# 美山町 (岐阜縣)
美山町（日语：／ Miyama chō */?）是日本岐阜縣山縣郡內一個已撤銷的町，面積達158平方公里，據2002年10月1日的統計，人口為8,581人，名稱源於公開招募，由當時的合併促進委員會投票議決，1955年4月1日由同郡富波村、谷合村、葛原村、北山村、北武藝村、西武藝村和武儀郡乾村合併成美山村，1964年4月1日町制生效後改稱美山町:205、208，2003年4月1日與同郡高富町、伊自良村合併成山縣市，現在分別是山縣市相戶、青波、岩佐、圓原、柿野、片原、神崎、葛原、笹賀、佐野、田栗、谷合、椿、出戶、德永、富永、中洞、日永和船越。

## 位置與區劃

### 位置與面積

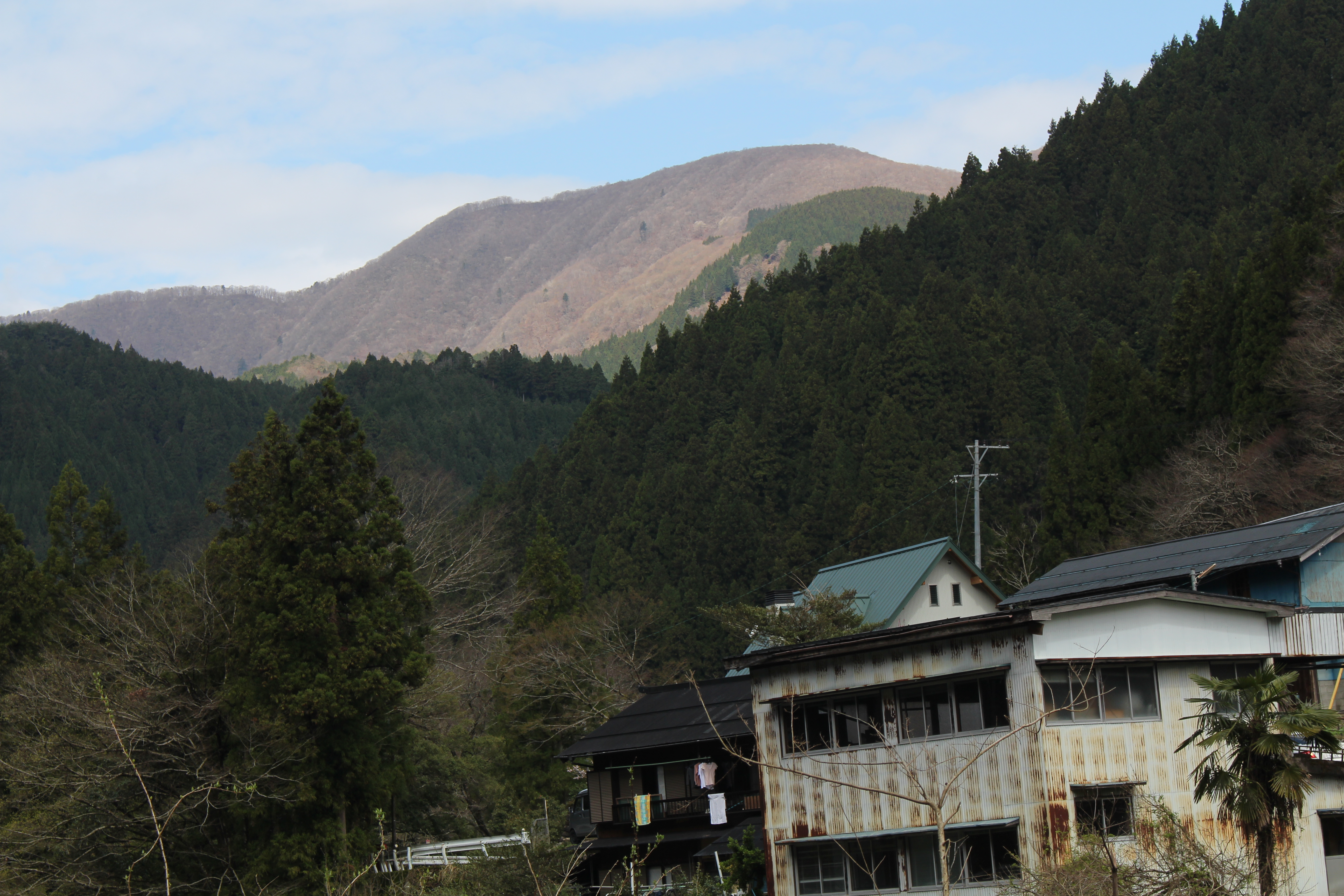
舟伏山

美山町位於岐阜縣的中部，美濃地方的中央，山縣郡和山縣市的北部，東面是武儀郡洞戶村和武藝川町（現關市洞戶和武藝川町各町），西面是本巢郡根尾村和本巢町（現本巢市根尾各町以及舊本巢町各町），南面是同郡高富町和伊自良村（現山縣市舊高富町和舊伊自良村各町），北面是武儀郡板取村（現關市板取），全町大部分地區位處越美山地和武儀川的上流，北端為日永岳，西面是舟伏山，東面是汾陽寺山，東西兩邊山脈呈北高南低的形態，武儀川以及其葛原川和神崎川等十數條支流則位於兩座山脈之間，耕地和住宅沿岸而成，整體面積達158平方公里，佔山縣市面積約70%，差不多92%為森林，其中人工林佔約62%:6。

### 組成區劃

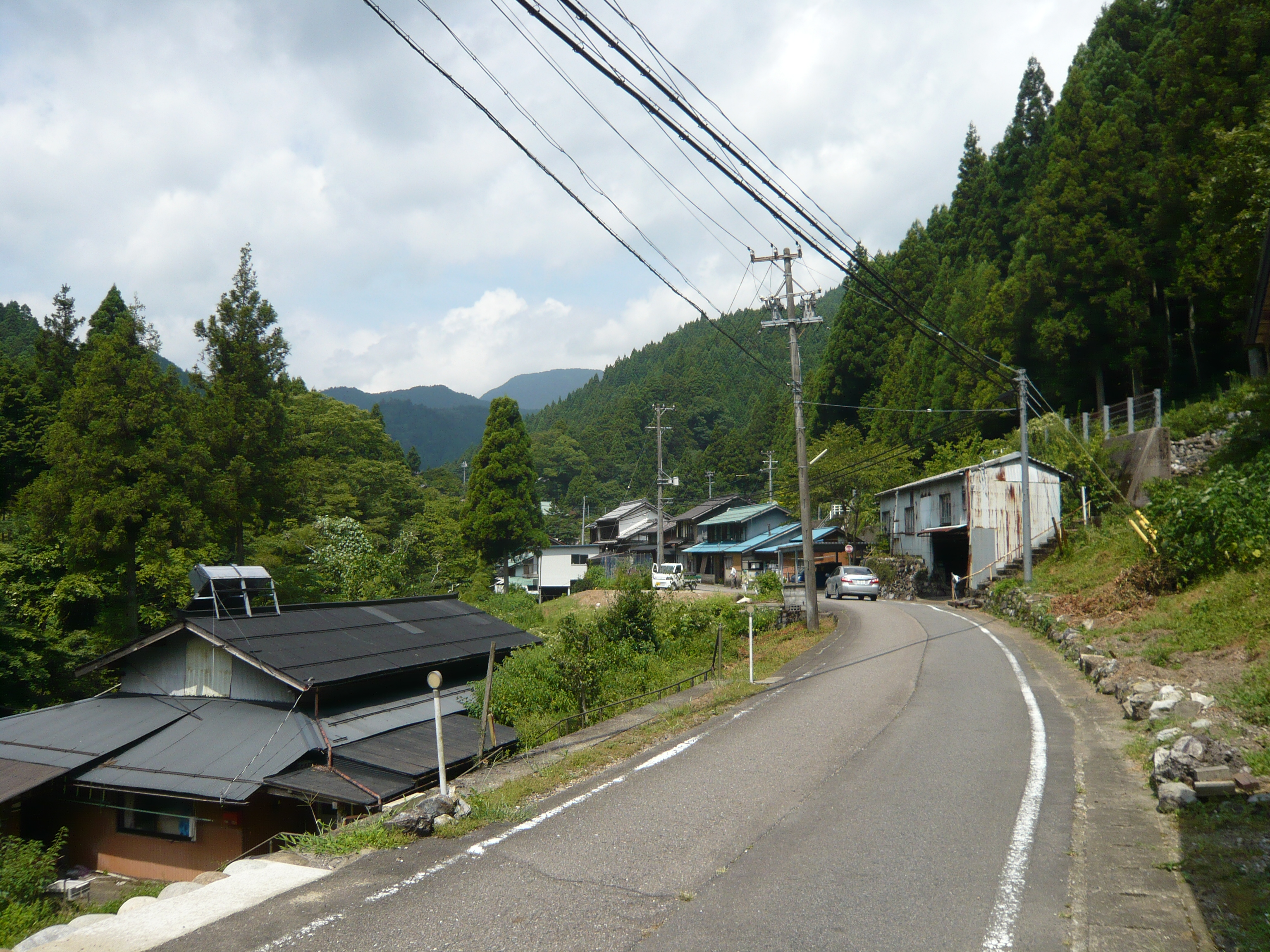
神崎

美山町按舊市町村劃分，可以分成西武藝地區、富波地區、北武藝地區、乾地區、北山地區、葛原地區和谷合地區，西武藝地區由岩佐和中洞組成，位於美山町的最南部，岩佐對岸是支鄉樫瀨，岩佐以東是武藝川町谷口（現山縣市武藝川谷口），以南是高富町椎倉（現山縣市椎倉），以北為中洞和富永。富波地區由富永和青波組成，富永最初隔著武儀川分成左右，分別是畑野和富永，富永以西為青波和高富町大桑（現山縣市大桑），以北為佐野。北武藝地區由佐野、德永、笹賀、田栗和椿組成，佐野以北為德永，德永以西為笹賀，笹賀以西為田栗，以北為椿，以東為日永。乾地區由日永、船越、出戶、相戶和柿野組成，日永以東為相戶和出戶，出戶以南為船越和佐野，相戶以東為柿野，柿野以西為圓原。北山地區由圓原、神崎和片原組成，圓原本鄉位於圓原川與神崎川的交界以北，上流則是支鄉今島洞、白岩洞和萬所洞，圓原以西為神崎，神崎北面是支鄉仲越洞和井往戶洞（現神崎字仲越和伊往戶），南面為神崎本鄉，以南為片原，片原最初分為日原和片狩（現片原字日原和片狩），日原在北，片狩在南，片狩以東為小倉（現片原字小倉），小倉為神崎的支鄉，片狩以西為葛原地區，葛原地區以東為谷合地區:168、176。此外，原本柿野的西北部有一集落稱為柿野西洞，然而隨著人口減少，最後7戶在1970年時於町的指導下集體遷移至富永而廢村:163-166。
| 地區   | 大字 | 小字                                                                                      |
| ------ | ---- | ----------------------------------------------------------------------------------------- |
| 西武藝 | 岩佐 | 小原、井之森、上大門、下大門、西植野、東植野、 市場、中島、樫瀨、岩佐神野                 |
| 西武藝 | 中洞 | 杉下、出口、中野、上之街道、上神野、下神野                                                |
| 富波   | 富永 | 相原、大洞、富永、水品、畑野                                                              |
| 富波   | 青波 | 上南切、上北切、下南切、下北切、下中切                                                    |
| 北武藝 | 佐野 | —                                                                                         |
| 北武藝 | 德永 | —                                                                                         |
| 北武藝 | 笹賀 | —                                                                                         |
| 北武藝 | 田栗 | —                                                                                         |
| 北武藝 | 椿   | —                                                                                         |
| 乾     | 出戶 | —                                                                                         |
| 乾     | 船越 | —                                                                                         |
| 乾     | 相戶 | —                                                                                         |
| 乾     | 柿野 | 大加                                                                                      |
| 乾     | 日永 | 日永西、日永東                                                                            |
| 北山   | 圓原 | 小谷合、萬所                                                                              |
| 北山   | 神崎 | 神崎上、伊往戶、仲越、白岩、神崎                                                          |
| 北山   | 片原 | 小倉、片狩、日原                                                                          |
| 葛原   | 葛原 | 百瀨、神有、下馬場、上馬場、山戶、 八月、岡、田島、市井、奧峠、草木、鹽後                 |
| 谷合   | 谷合 | 古瀨屋、加羅、瀨古、向井、北町、下登利、上登利、 瀨見、九合、平、辷石、三日月、市場、谷合 |

## 地理

### 地質與地形

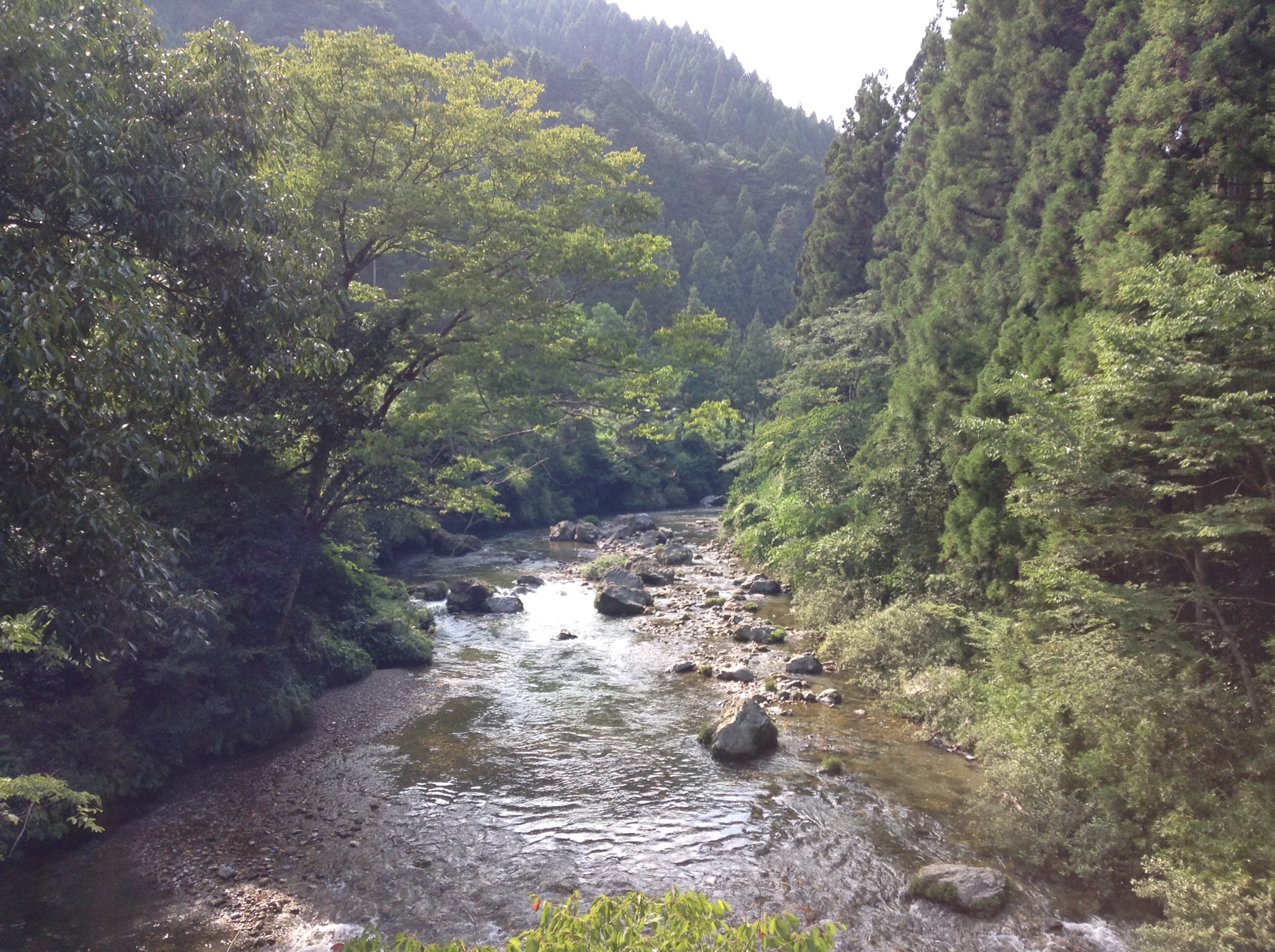
片原附近的神崎川上流

美山町大部分地區的地層形成於二疊紀，大多屬於秩父古成層，部分為火成岩，武儀川沿岸則是沖積層。北部萬所附近的地層以角岩為主，夾雜大量石灰岩以及少量砂岩和輝綠凝灰岩，最北邊則是形成於白堊紀的流紋岩熔结凝灰岩和凝灰角礫岩。萬所地層以南為舟伏山地層，分佈於神崎以北，以石灰岩和白雲岩為主，其餘為角岩與輝綠凝灰岩。舟伏山地層以南的神崎地層以角岩為主，其餘是板岩、輝綠凝灰岩和石灰岩。神崎地層以南的谷合地層和葛原南部分別以板岩和角岩為主，相戶一帶為角岩與板岩相互形成的地層，谷合附近的九合為石灰岩，出戶和岩佐則是粘土和砂的沉積物，形成於更新世和全新世。地形方面，美山町大部分地區屬於壯年期地形，舟伏山以南則是壯年期地形至老年期地形，兩旁山峰大概高400至1200米，與河流之間形成懸崖峭壁，愈往北邊愈為險峻，南邊則相對地平坦，也有數處鐘乳洞。河流方面，由始於日永岳的神崎川經仲越和伊往戶在神崎與始於萬所的圓原川合流，並且流向東南面的谷合，而在谷合又與始於尾並坂峠的葛原川合流而成為武儀川，並且持續流向東南面，在德永與始於乾地區的日永川合流，並且在春近（現岐阜市春近古市場一帶）與長良川合流:7-17。

### 氣候
美山町屬於太平洋側氣候，夏暖冬冷，全年平均溫度約15度，溫差不大，夏天時多雨，北山、葛原和乾的山區受西北季風影響會下陣雨，富波和西武藝等東南面的平原地區則會下太陽雨，年間降雨量達2,600毫米。1959年9月27日，美山町遭到伊勢灣颱風吹襲，觸發《災害救助法》，雖然最終町內沒有人因此死去，可是造成18棟和77棟房屋分別全毀和半毀，總計131戶617人受災，單林業的損失便達2.1億日元，當時的雨量達500毫米，其中葛原更錄得540毫米。1961年9月，美山町又遭到第二室戶颱風吹襲，《災害救助法》再次生效，總計損失達1.3億左右。冬天則雨少，年間降雪量約80厘米，葛原在三八豪雪時錄得積雪量達58厘米，仲越和萬所一帶更達4米以上，因此美山町又被指定為豪雪地帶:2-4、433-435、442-445、447。

## 歷史
美山町的石器時代遺跡以九合洞窟為主，出土了繩文土器和少量彌生土器，而位於岩佐則有大門古墳。進入平安時代後，《美濃國神名帳》記載了當時美濃內的345座神社，而位於町內的則有四座。進入鎌倉時代後，莊園富永庄成立，由富永村、三輪村（現岐阜市三輪一帶）和伊佐美鄉（現山縣市伊佐美）等組成，亦有以佐野村為中心，加上德永村、船越村、出戶村、日永村、相戶村和柿野村組成的佐野鄉。進入戰國時代後，葛原村是稻葉良通和稻葉貞通的領地。天正17年10月1日（1589年11月8日），太閤檢地在町內各地實行，岩佐村由石田重成負責，椿村、圓原村和谷合村（包括片狩村和日原村）由毛利重政負責，按相關檢地帳的記載，當時畑野村、富永村、青波村、谷合村、葛原村、神崎村和笹賀村（包括田栗村和椿村）為岡田善同的藏入地，岩佐村、中洞村、出戶村、相戶村、柿野村和佐野村（包括德永村、日永村和船越村）為織田信雄的領地。關原之戰後，除了笹賀村（包括田栗村和椿村）以外均納入為德川家康的領地，他在慶長14年（1609年）命大久保長安於美濃內進行檢地，先後在同年9月和翌年10月於谷合村和片狩村實施。元和3年5月26日（1617年6月29日），笹賀村（包括田栗村和椿村）一度成為長谷川守知的領地，《正保鄉帳》時則已經是天領。元和5年（1619年）9月，尾張藩主德川義直獲加增美濃內的4萬8千石領地，原本是天領的岩佐村、中洞村、佐野村（包括德永村、日永村和船越村）、出戶村、相戶村和柿野村變成尾張藩的領地，《正保鄉帳》中同樣是天領的畑野村、富永村、青波村、谷合村、笹賀村、田栗村、片狩村和日原村也在元文2年（1737年）10月加增予松平乘賢，成為岩村藩領地的一部分，而椿村、圓原村、神崎村和葛原村則直至江戶時代結束為止均是天領，交由美濃郡代管轄:76、78、86-89、95-106、110。
大政奉還後，天領歸入笠松縣，版籍奉還後岩村藩領和名古屋藩領（即尾張藩）分別改組為岩村縣和名古屋縣:167-169，其後美濃國內各縣在明治4年11月22日（1872年1月2日）合組成岐阜縣，並且在翌年10月10日（1872年11月10日）引入大區小區制，山縣郡和武儀郡納入至第八大區，富永村、青波村、谷合村、片狩村、日原村、圓原村、神崎村和葛原村歸入第五小區，佐野村、德永村、椿村、笹賀村、田栗村、船越村、出戶村、日永村和柿野村歸入第六小區，岩佐村和中洞村則是第七小區。1884年，聯合役場取代戶長役場制度，圓原村、神崎村和片原村組成三村聯合，葛原村、谷合村、青波村和富永村組成四村聯合，田栗村、笹賀村、椿村、德永村和佐野村組成五村聯合，船越村、出戶村、日永村、相戶村和柿野村組成五村聯合，岩佐村、中洞村、谷口村、平村和宇多院村（現關市武藝川町谷口、平和宇多院）組成五村聯合。1889年7月，町村制開始實施，葛原村和谷合村各自獨立成村，富永村與青波村合併成富波村，岩佐村與中洞村合併成西武藝村，船越村等的原五村聯合合併成乾村，圓原村以及笹賀村則仍然採用聯合役場制度。1897年4月1日，圓原村的三村聯合合併成北山村，笹賀村等五村聯合則合併成北武藝村:171-175。1950年4月1日，西武藝村和北武藝村從武儀郡歸入至山縣郡。1953年10月1日，《町村合併促進法》生效後，各村開始摸索合併，最初西武藝村打算與東武藝村（現關市武藝川町）、富波村富永合併，北山村、葛原村和谷合村則打算與富波村、北武藝村、乾村合併，面臨南北分裂的富波村則主張連同西武藝村在內全體一同合併，葛原村也因為怕村有林在合併後被新村併吞而躊躇，東武藝村則在1955年則以地理環境惡劣為由而退出，七村代表在同年1月20日於谷合公民館成立合併促進委員會，並且議決通過設立財產區來保障各村的財產，村名經過公開招募後，由委員會眾人投票，最初「美山村」和「美和村」同票，後來才通過決選投票選出美山村，1955年4月1日正式成立，並且將役場置於谷合。:200-205。1961年1月10日，美山村獲全國町村會表彰為優良村:1368，1964年4月1日，美山村開始實施町制後改稱美山町:208，其後在2003年4月1日與同郡高富町、伊自良村合併成山縣市。

## 政治

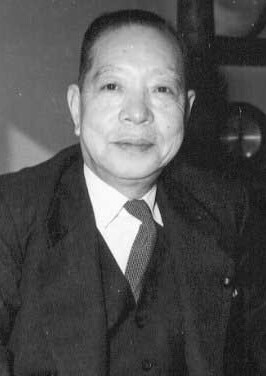
大野伴睦

### 國政選舉
在日本眾議院選舉中，美山地區在小選舉區制和比例代表制中分別作為山縣市和岐阜縣的一部分隸屬於岐阜縣第3區以及東海比例代表區，最初由自由民主黨所屬的武藤嘉文擔任議員，第44屆日本眾議院議員總選舉則由其子武藤容治當選，而在第45屆日本眾議院議員總選舉敗予民主黨所屬的園田康博，其後兩人多次較勁均由武藤勝出。
美山町在2002年登記於選舉人名簿的人數為7,420人，山縣郡全體為25,282人，合併後的2005年山縣市全體是25,241人，同年的小選舉區投票內有16,621張有效選票，其中8,853票投給武藤，6,572票投給園田，1,196票投給日本共產黨參選人山田一枝，在比例代表區投票內則有16,317張有效選票，6,293票投給自由民主黨，5,371票投給民主黨，2,496票投給公明黨，其餘政黨的票數均是三位數。
中選區制時期，美山地區作為山縣郡的一部分屬於岐阜縣第1區，日本社會黨所屬北山村出身的山本幸一和日本自由黨所屬谷合村出身的的大野伴睦在第23屆日本眾議院議員總選舉勝出，在當時七村總計5,492票中，山本在九名參選人裡取得987票名列第二位，第一位的大野伴睦更取得4,102票，其後在七村合併後不久舉行的第27屆日本眾議院議員總選舉中，兩人的票差雖然有所收窄，大野在6,690票中，取得3,479票，山本則是1,758票，不過兩人仍然是九名候選人中得票最高:228-232。
在日本參議院選舉中，美山地區屬於岐阜縣選舉區，2007年山縣市登記於選舉人名簿的人數為25,072人，最多人支持的是民主黨所屬的平田健二（6,462票），其次是無黨派的藤井孝男（6,195票）和日本共產黨所屬的加藤隆雄（1,174票），而在參議院比例區投票中，最多人的支持的是民主黨（5,183票），其次是自由民主黨（4,477）和公明黨（1,969票），其餘政黨則是三位數或雙位數。

### 地方選舉
在第16屆岐阜縣知事選舉中，山縣市有7,534票投給獲自民黨和公明黨推薦的無黨派候選人古田肇，獲日本共產黨推薦的無黨派候選人木下一彥則取得1,396票，同樣是無黨派的垣田達哉則取得1,332票。
地方議會方面，美山村成立之初的村議會直接由原本擔任舊市町村的各村議員組成，合併後的同年6月30日改為採用小選區制，按舊市町村劃分為七個選區，總共26個議席，並於同年7月舉行改選，1967年7月舉行的町議會以後席位減至20人:211-212，合併成山縣市前的町議會議席則已經減至14人。
地方首長方面，首任村長是宮川正一，首任町長則是土岐元信:206-208，末任町長是自由民主黨所屬的矢口貢男，他在2001年8月1日與高富町長、伊自良村長一同成立高富町、伊自良村、美山町合併協議會，最初規定市議會議席為22人，不過在2021年時已經減至13人。
而在岐阜縣議會方面，美山出身而在明治或大正時代擔任縣議員的有宮川文吾、永井國五郎、大西元三郎、宮川基一、中原定吉和恩田憲和等人，昭和時代則有議長山田喜代太郎和後來擔任笠松町長的山本清之助:216-224。

## 人口
| 統計年度                       | 富波   | 谷合   | 葛原   | 北山   | 乾     | 北武藝 | 西武藝 | 總計   | 參考資料 |
| ------------------------------ | ------ | ------ | ------ | ------ | ------ | ------ | ------ | ------ | -------- |
| 1920年                         | 1,483  | 1,743  | 2,204  | 2,458  | 2,968  | 1,738  | 2,514  | 15,108 | [ 34 ]   |
| 1925年                         | 1,393  | 1,732  | 2,144  | 2,301  | 2,729  | 1,672  | 2,482  | 14,453 | [ 35 ]   |
| 1930年                         | 1,335  | 1,720  | 2,065  | 2,202  | 2,564  | 1,584  | 2,551  | 14,021 | [ 36 ]   |
| 1935年                         | 1,172  | 1,624  | 1,878  | 2,013  | 2,256  | 1,393  | 2,457  | 12,793 | [ 37 ]   |
| 1940年                         | 1,117  | 1,645  | 1,910  | 2,082  | 2,171  | 1,360  | 2,283  | 12,568 | [ 38 ]   |
| 1947年                         | 1,448  | 1,930  | 2,224  | 2,816  | 2,541  | 1,827  | 2,778  | 15,564 | [ 39 ]   |
| 1950年                         | 1,415  | 1,874  | 2,171  | 2,448  | 2,587  | 1,668  | 2,816  | 14,979 | [ 40 ]   |
| 美山村成立後國勢調查的人口數據 |        |        |        |        |        |        |        |        |          |
| 統計年度                       | 男     | 女     | 總計   | 總計   | 總計   | 總計   | 總計   | 總計   | 參考資料 |
| 1955年                         | 6,987  | 6,995  | 13,982 | 13,982 | 13,982 | 13,982 | 13,982 | 13,982 | :158     |
| 1960年                         | 6,529  | 6,597  | 13,126 | 13,126 | 13,126 | 13,126 | 13,126 | 13,126 | :158     |
| 美山町成立後國勢調查的數據     |        |        |        |        |        |        |        |        |          |
| 統計年度                       | 人口   | 人口   | 人口   | 人口   | 人口   | 人口   | 人口   | 人口   | 參考資料 |
| 1965年                         | 12,224 | 12,224 | 12,224 | 12,224 | 12,224 | 12,224 | 12,224 | 12,224 | [ 41 ]   |
| 1970年                         | 11,585 | 11,585 | 11,585 | 11,585 | 11,585 | 11,585 | 11,585 | 11,585 | [ 42 ]   |
| 1975年                         | 11,167 | 11,167 | 11,167 | 11,167 | 11,167 | 11,167 | 11,167 | 11,167 | [ 43 ]   |
| 1980年                         | 10,832 | 10,832 | 10,832 | 10,832 | 10,832 | 10,832 | 10,832 | 10,832 | [ 44 ]   |
| 1985年                         | 10,507 | 10,507 | 10,507 | 10,507 | 10,507 | 10,507 | 10,507 | 10,507 | [ 45 ]   |
| 1990年                         | 10,015 | 10,015 | 10,015 | 10,015 | 10,015 | 10,015 | 10,015 | 10,015 | [ 46 ]   |

| 統計年度                               | 片原 | 神崎 | 圓原 | 葛原  | 谷合 | 佐野 | 德永 | 笹賀 | 田栗 | 椿 | 日永 | 出戶 | 船越 | 相戶 | 柿野 | 青波 | 富永 | 岩佐  | 中洞 | 總計  | 參考資料 |
| -------------------------------------- | ---- | ---- | ---- | ----- | ---- | ---- | ---- | ---- | ---- | -- | ---- | ---- | ---- | ---- | ---- | ---- | ---- | ----- | ---- | ----- | -------- |
| 1995年                                 | 233  | 204  | 50   | 1,182 | 967  | 373  | 246  | 382  | 246  | —  | 172  | 289  | 190  | 130  | 534  | 545  | 912  | 2,163 | 805  | 9,623 | [ 47 ]   |
| 2000年                                 | 194  | 156  | 34   | 1,055 | 852  | 325  | 228  | 342  | 225  | —  | 153  | 261  | 175  | 128  | 516  | 514  | 876  | 2,048 | 787  | 8,869 | [ 48 ]   |
| 山縣市成立後美山地區的國勢調查人口數據 |      |      |      |       |      |      |      |      |      |    |      |      |      |      |      |      |      |       |      |       |          |
| 2005年                                 | 161  | 143  | 32   | 917   | 761  | 302  | 202  | 304  | 205  | —  | 142  | 239  | 158  | 113  | 446  | 457  | 835  | 2,033 | 728  | 8,178 | [ 49 ]   |
| 2010年                                 | 148  | 108  | 28   | 798   | 651  | 310  | 182  | 290  | 169  | —  | 129  | 220  | 167  | 119  | 399  | 377  | 826  | 1,977 | 714  | 7,312 | [ 50 ]   |
| 2015年                                 | 113  | 88   | 20   | 647   | 513  | 247  | 152  | 265  | 143  | —  | 94   | 176  | 145  | 99   | 355  | 302  | 702  | 1,819 | 669  | 6,404 | [ 14 ]   |

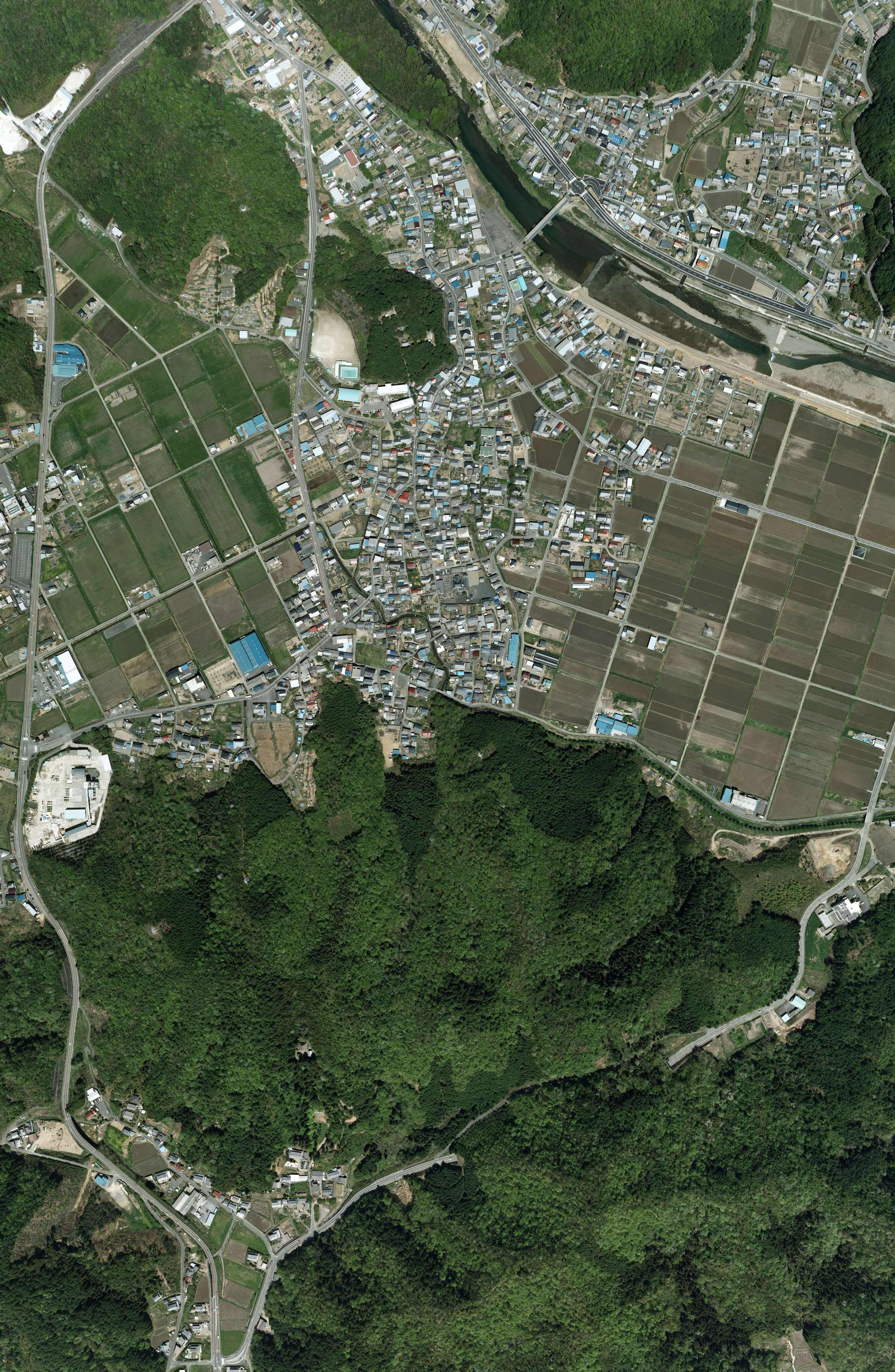
2008年時岩佐的航拍照片

美山地區在明治初年時的人口達10,893人，1907年時則是17,073人，國勢調查開始後除了太平洋戰爭時期的1947年外逐年遞減，其中尤其以三尾、萬所、椿、柿野西洞和白石尤其嚴重，人口在1970年時已跌至1955年時的約一半或以上，對此白石、西洞和三尾萬所的居民先後在1979年和1980年時集體搬遷至富波地區，椿的居民則在1980年遷移至笹賀:154-157，而早在1969年北山、葛原和乾地區已被指定為振興山村，2002年由於美山町符合《過疏地域自立促進特別措施法》規定的標準，而被指定為過疏地域，山縣市成立後則變更為「與過疏地域同等的區域」，屬於少子化和人口老齡化嚴重的地區，造成這樣的情況的理由是因為主要的經濟產業林業和縫紉加工業衰退，而在缺乏就業機會的情況下促使了青年人口外流。

## 經濟與交通

### 產業

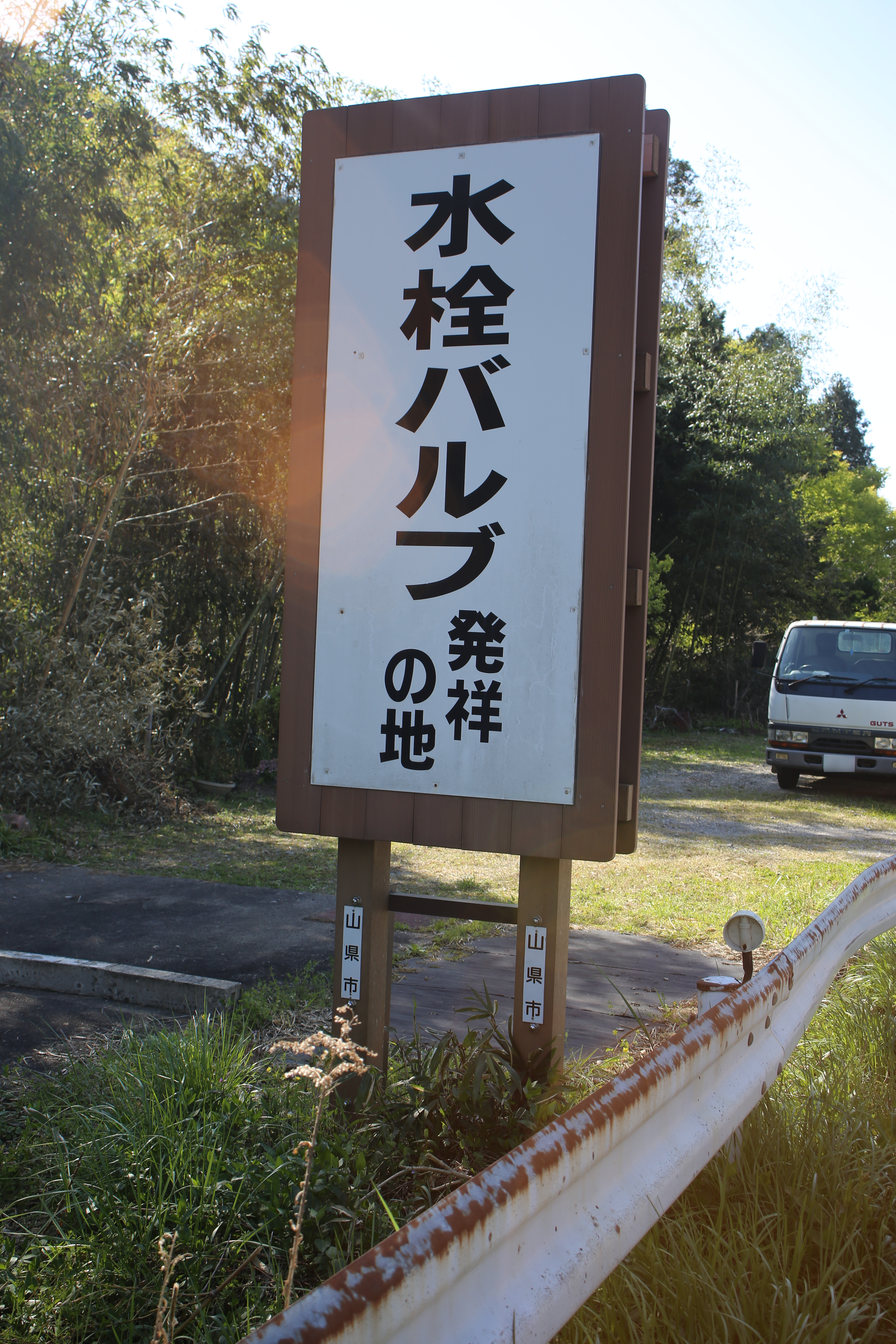
位於佐野的「水龍頭閥門發祥地」招牌

美山町在江戶時代的主要產業便有農業、林業、美濃和紙和漁業:138、144、146、151。明治維新後，美山町也開始有人養蠶、種茶、種煙草和採礦，在大正時期則有人從事造紙、指物和木地屋。在昭和初期，農業仍然佔了一定的比重，造紙和木挽也開始電動化，第二次世界大戰後縫紉業、乳業和植樹造林等開始興起，而養蠶和製炭則開始昔微。1933年，佐野開始生產水龍頭，在1955年美山町的水龍頭生產總額達4億日元，1969年更增長至60億日元:682-747，因此美山町有「水龍頭閥門發祥地」之稱，出貨額佔日本國內約四成，為全國第一，2011年2月2日獲經濟產業省以「美山的水龍頭閥門」的名義認定為地域資源，另外也有地域品牌「美山的杉板」。

### 金融機構
美山町在江戶時代的金融機構有賴母子講，在明治和大正時期各村的產業組合或其母體先後成立，1947年《農業協同組合法》實施後，相繼改組為農業協同組合，其後於1973年4月1日合併為美山町農業協同組合，當時各農協合計的存款額達32億日元左右，貸款額則是約7億日元:750-761。1991年，美山農協、高富町農協和伊自良農協合併成岐阜北農協，2008年又與本巢郡農協、岐阜南農協、羽島市農協、各務原市農協、岐阜市農協合併成岐阜農協。此外，岐阜信用金庫也在岩佐設有分店。

### 交通
美山町內有貫通南北的國道256號、橫越東西的國道418號、通往伊自良村的主要地方道岐阜縣道91號岐阜美山線、一般縣道岐阜縣道182號美山洞戶線、岐阜縣道196號柿野谷合線和岐阜縣道200號神崎高富線。公共交通方面，美山町內有岐阜巴士經營的岐阜板取線、岐北線以及山縣市自主運行巴士。

## 宗教

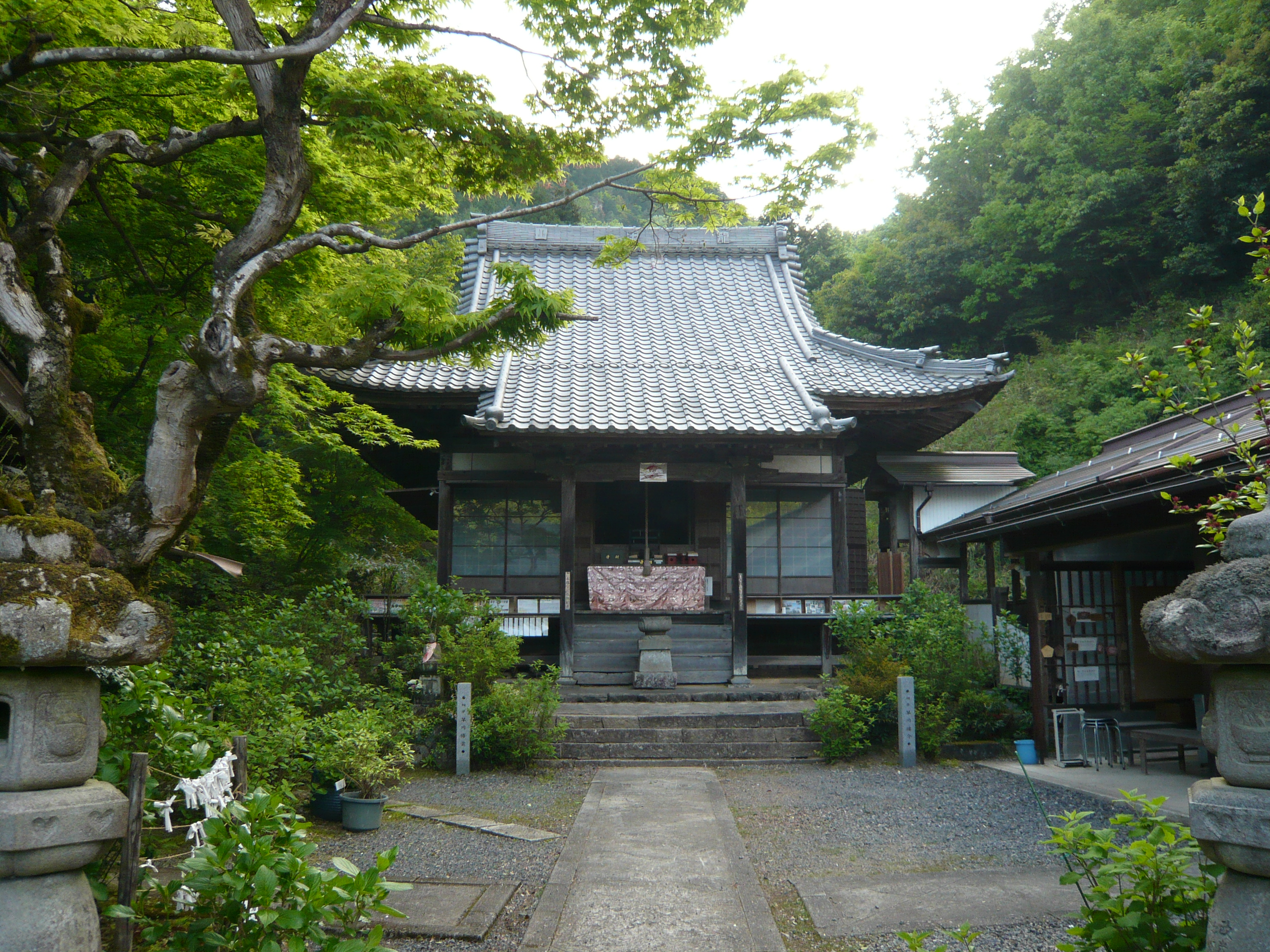
三光寺

美山町內的神社總共有村社13座和鄉社兩座，《美濃國神名帳》所記載的四座神社則分別是位於葛原草木的正四位下大歲明神、柿野的正三位垣野大明神、正三位清瀨大神和正三位立野大神，分別是現在的大歲神社、垣野神社、清瀨神社和太刀矢神社:1090-1104。大歲神社的主祭神是大歲命，垣野神社為日本武尊、天照大神和豐宇氣毘賣神，清瀨神社是大碓命、猿子大神和門之宮大神，太刀矢神社則是立野明神、天照大神和大山祇神。其中，垣野神社同時為鄉社，另一座鄉社是位於葛原山戶的篠座神社，分祀自越前國大野郡的篠座神社，創建於大永2年4月27日（1522年5月22日），主祭神為大己貴命。佛寺方面，美山町內有32座寺廟，其中21座均屬於臨濟宗妙心寺派，五座屬於淨土宗西山禪林寺派，三座屬於淨土真宗本願寺派，兩座屬於真言宗醍醐派，一座屬於日蓮宗。歷史最早的是在大治3年（1128年）建立，真言宗醍醐派的八月觀音堂，另一座真言宗醍醐派佛寺則是三光寺，淨土宗西山禪林寺派善導寺則始於文和5年（1356年），同派其餘四座寺廟均是其末寺。文明6年（1474年），淨土真宗在蓮如等人的傳教之下傳入。進入江戶時代後，蓮華寺等臨濟宗妙心寺派的寺廟相繼建成，唯一一座日蓮宗佛寺則是本法寺，建於天文23年（1554年），為要法寺的末寺。此外，美山町內也有8座堂宇，禊教也在船越設立了北濃分院教會，天理教則在富永設立了美國分教會:1104-1137。

## 教育

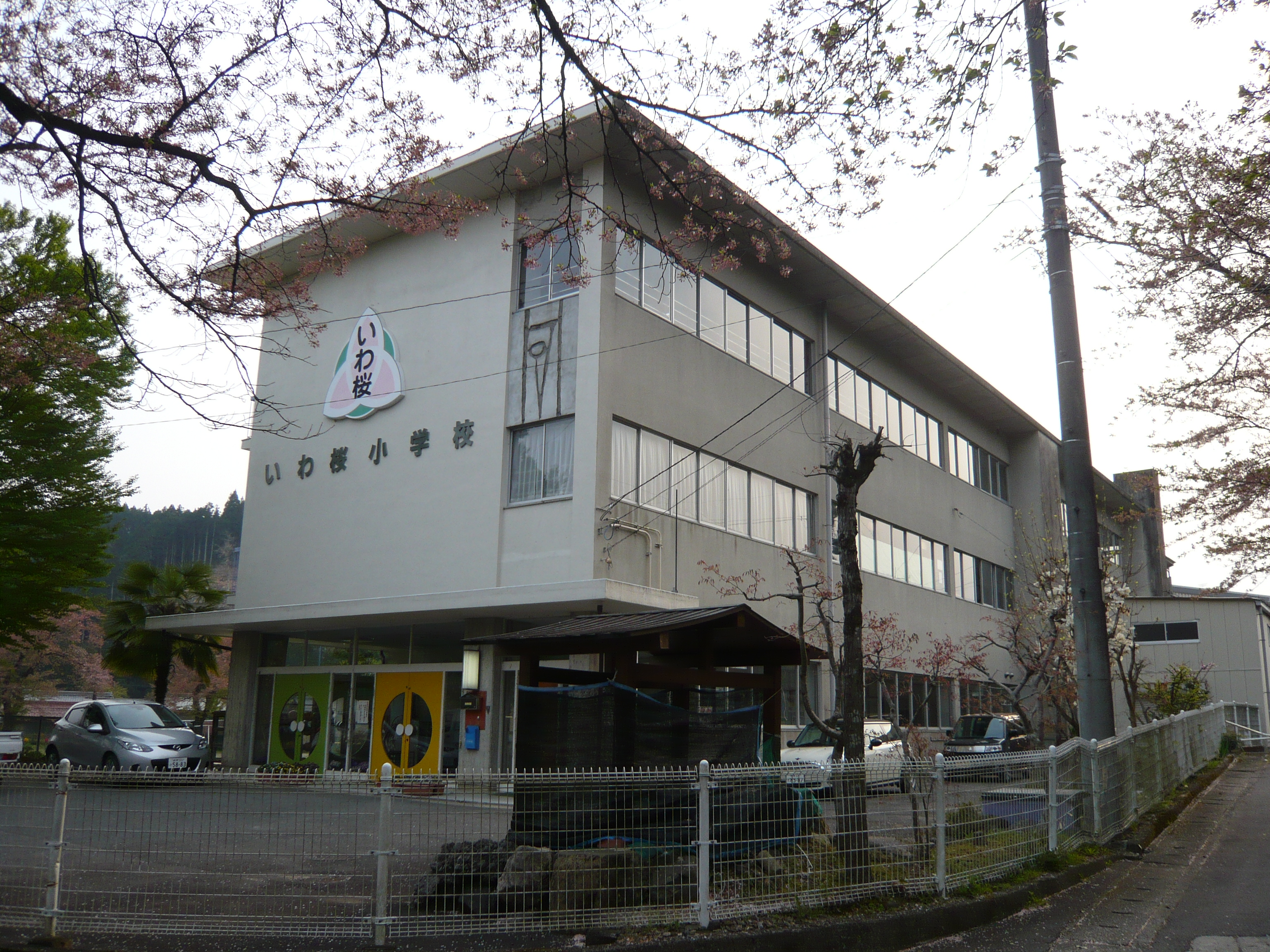
岩櫻小學校

在學前教育方面，美山町過去至少設有西武藝保育園、富永保育園、青波保育園、乾保育園、谷合保育園和葛原保育園，其中富永和青波保育園在2004年時合併為富波保育園，谷合和乾保育園也在同年合併成岩櫻保育園，其後在2011年，西武藝和乾保育園又合併成美山保育園，而岩櫻保育園也在2015年併入富波保育園，僅餘兩家保育園。在初等教育方面，美山町過去曾經設有美山町立西武藝小學校、美山町立乾小學校、美山町立柿野小學校、美山町立柿野小學校西洞分校、美山町立北武藝小學校、美山町立北武藝小學校椿分校、美山町立富波小學校、美山町立谷合小學校、美山町立葛原小學校、美山村立葛原小學校百瀨分校、美山町立葛原小學校草木分校、美山町立北山小學校、美山町立北山小學校伊往戶分校、美山町立仲越小學校、美山町立北山北小學校:841、848、862-865、868、870、878、882-884、887-889、893，現在僅餘由美山町立葛原小學校、谷合小學校和北山小學校在2001年合併而成的山縣市立岩櫻小學校。在中等教育方面，美山町過去曾經設有美山町立仲越中學校、美山村立葛原中學校、美山村立北山中學校、美山村立谷合中學校、美山村立北武藝中學校、美山町立美山北中學校、美山町立乾中學校、美山町立富波中學校、美山町立西武藝中學校和美山町立美山南中學校:893、896-904，現在僅餘由美山北中學校和美山南中學校在2003年4月1日合併而成的山縣市立美山中學校，此外高中尚有岐阜縣立山縣高等學校:905。